# Джемини-3
Джемини-3 — американский пилотируемый космический корабль. Совершил первый пилотируемый полет по программе Джемини, а также первый орбитальный манёвр, совершённый пилотируемым аппаратом. При возвращении на Землю оказалось, что аэродинамические характеристики капсулы значительно отличались от расчётных, в результате чего корабль приводнился на расстоянии 111 км от расчётной точки.

## Экипажи

### Основной экипаж
- Вирджил Гриссом (англ. Virgil Grissom) — командир
- Джон Янг (англ. John Young) — американский пилот, и астронавт

Гриссом — первый человек, дважды летавший в космос. Но, поскольку его первый полёт был суборбитальным, официальный рекорд ему не принадлежит. Впервые второй орбитальный полёт позже на Джемини-5 совершит Гордон Купер.

### Дублирующий экипаж
- Уолтер Ширра (англ. Walter Schirra) — командир
- Томас Стаффорд (англ. Thomas Stafford) — пилот

## Задачи полёта
Демонстрация орбитального полёта команды из двух астронавтов, проверка возможностей по корректировке орбиты, а также регулировка систем корабля.

## Полёт
Запуск — 23 марта 1965 года в 9:24
Длительность полёта — 4 часа, 52 минуты, 31 секунд, корабль совершил 3 витка вокруг Земли. Программа выполнена частично (не удались некоторые второстепенные эксперименты из-за неправильных настроек 16-мм камеры).
Посадка — 23 марта 1965 года. Корабль приводнился в 111 километрах от намеченной точки. Экипаж подобран через 70 минут после приводнения американским авианосцем Intrepid.

## Параметры полёта
- Масса корабля: 3237 кг
- Средняя высота орбиты: 224 км
- Наклонение: 33,0°
- Кол-во витков: 3